# 1,6-Dichlorfructose
1,6-Dichlorfructose (genauer: 1,6-Dichlor-1,6-didesoxyfructose, DCDF) ist eine chemische Verbindung aus der Gruppe der Kohlenhydrate.

## Eigenschaften
1,6-Dichlorfructose ist ein chloriertes Fructosederivat und somit ein Monosaccharid. Es hemmt die Glycerinaldehyd-3-phosphat-Dehydrogenase (GAPDH) und wurde als orales Verhütungsmittel bei menschlichen Spermatozyten untersucht. Die Hydrolyse der Chlorierung im Zuge der Biotransformation erfolgt in Abhängigkeit von Glutathion.